# 江戸
江戸（えど、旧字体：江戶） は、現在の東京の前身・原型に当たる都市を指し、その旧称である。現在の東京都区部の中央部に位置した。
平安時代後期に東京湾の日比谷入江に面する平川東岸の小地名として現れ（武蔵国豊島郡内）、そこに秩父氏の一族の武士が移り住んで江戸氏を名乗り勢力を伸ばし、江戸郷と呼ばれることとなった。
徳川家康が1590年に入府し、1603年（慶長8年）から1868年（慶応4年）まで江戸幕府が置かれた。

## 概要

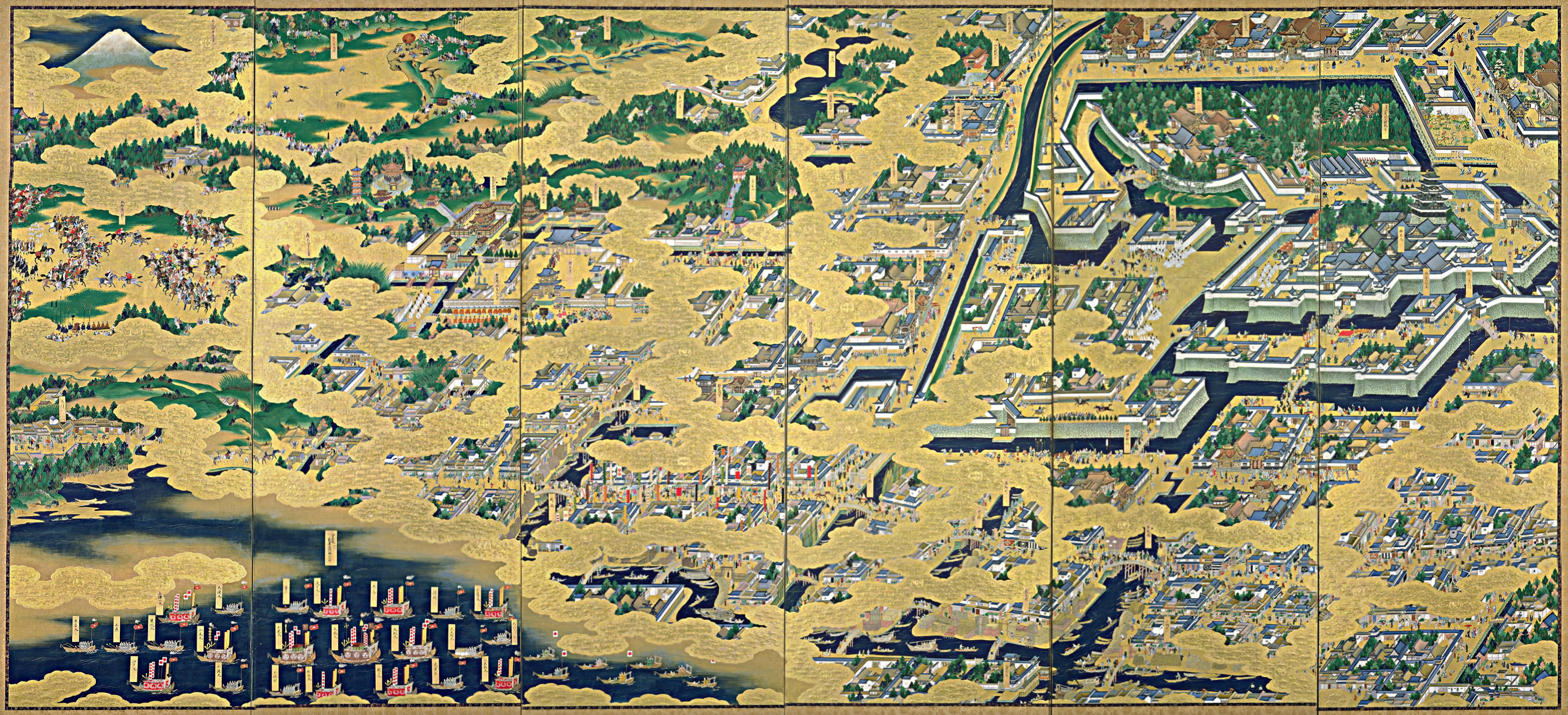
江戸図屏風に見る、初期の江戸

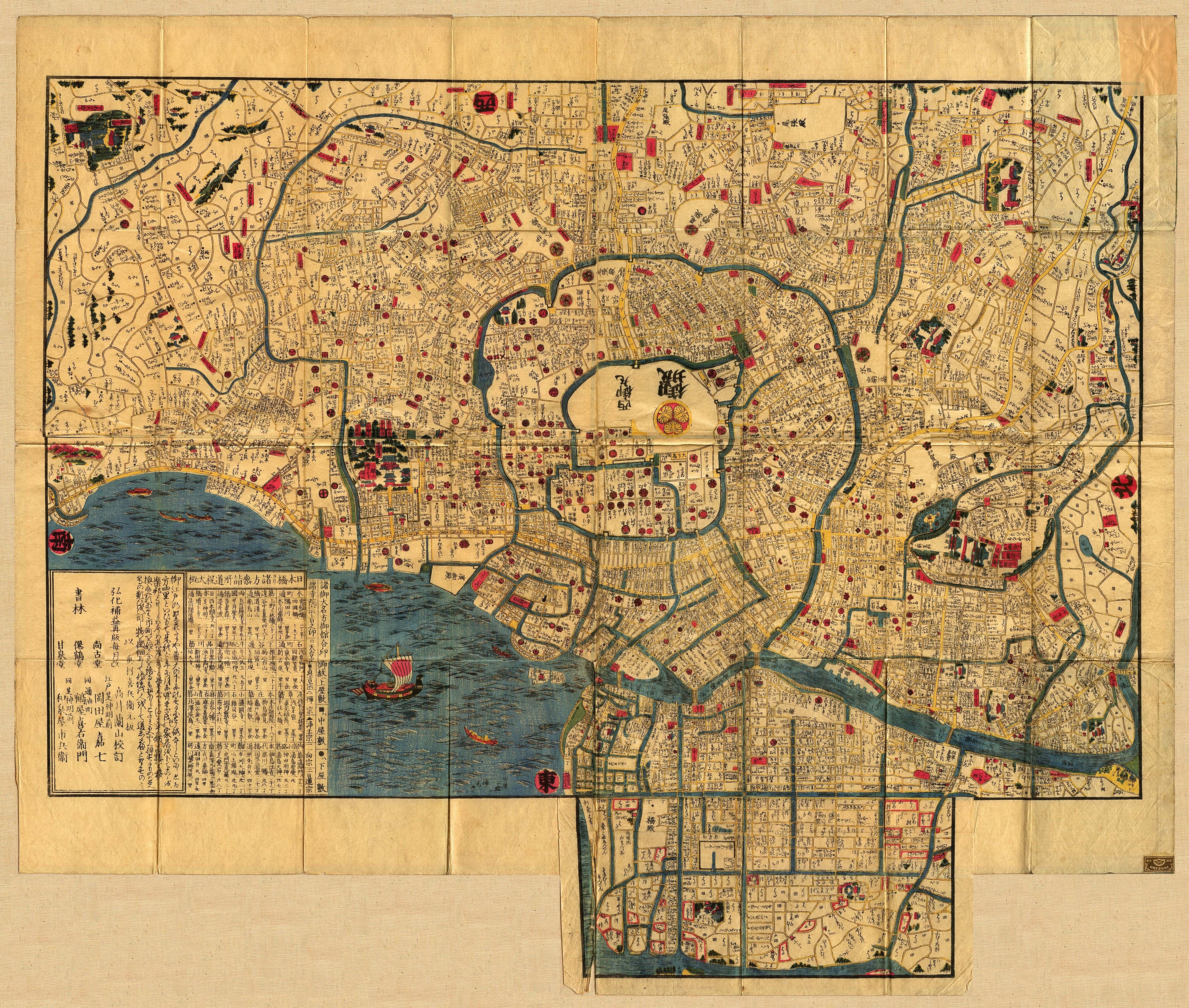
弘化年間（1844年-1848年）改訂江戸図

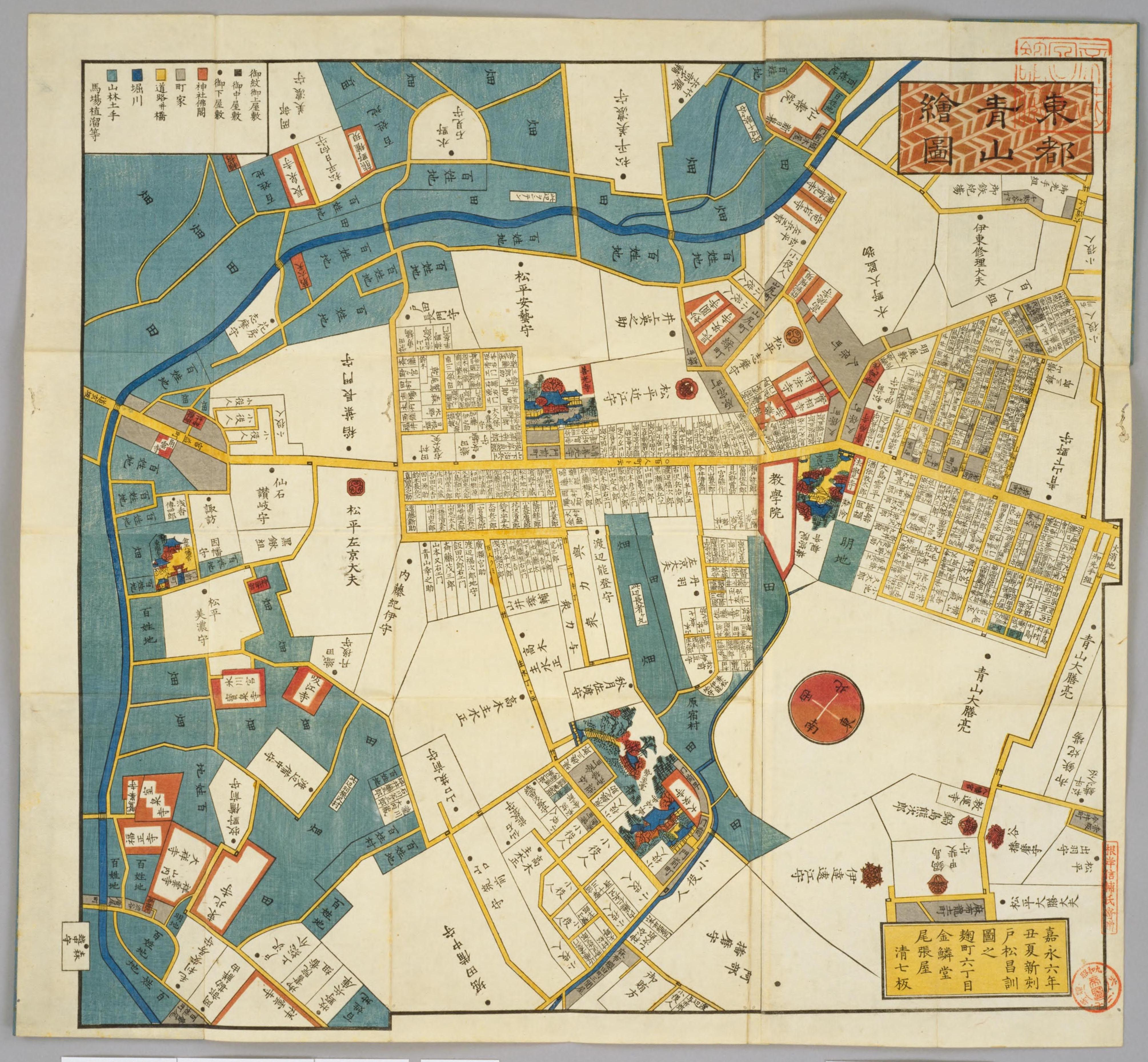
1853年の青山通り宮益坂上（左）～青山2丁目（右）、麻布長谷寺（中央下）近辺。根岸信輔蔵。

江戸は、江戸時代に江戸幕府が置かれた日本の政治の中心地（行政首都）として発展した。また、江戸城は徳川氏の将軍の居城であり、江戸は幕府の政庁が置かれる行政府の所在地であると同時に、自身も天領を支配する領主である徳川氏（徳川将軍家）の城下町でもあり、武陽（ぶよう）と呼ばれることもあった。
徳川氏が関ヶ原の戦いに勝利し1603年に征夷大将軍となると、江戸は一気に重要性を増した。徳川家に服する武将（大名）に江戸の市街地普請が命じられ、山の切り崩しや入り江や湾の埋め立て等が行なわれ、旗本・御家人などの武士、家臣、その家族らが数多く居住するとともに、町人が呼び寄せられ、江戸は急速に拡大した。1612年（慶長17年）には江戸町割が実施され、1623年元和9年には武家地に町人が住むことが禁じられた。1635年（寛永12年）に参勤交代が始まると、新たに大名とその家族のための武家屋敷が建設された。
木造家屋が密集しており、火事が頻発した（江戸の火事）。1657年3月2日（明暦3年旧暦1月11日）には、明暦の大火が発生し、多大な被害が生じたが、その後も市街地の拡大が続いた。
江戸の町を大きく分けると、江戸城の南西ないし北に広がる町（山の手）と、東の隅田川をはじめとする数々の河川・堀に面した町（下町）に大別される。江戸時代前期には、「山の手が武家屋敷で、下町が町人の町」と一般的に言われていたが、江戸時代中期以降の人口増加によって、山の手に町人町が存在（千代田区の一部が挙げられる）したり、逆に下町に多くの武家屋敷が存在するなど、実際はかなり複雑な様相を示していた。江戸の都市圏内には非常に多数の（そして多様な）町が存在するようになり「江戸八百八町」とも言われるようになり、18世紀初頭には人口が百万人を超え、世界有数の大都市へと発展を遂げた。膨大な数の庶民によって多彩な文化が開花した。また、江戸は循環型社会であった。江戸の住人は「江戸者」「江戸衆」「江戸人」などと言ったが、江戸で生まれ育った生粋の江戸人や、根っから江戸者らしい性質（小さなことにこだわらず、だが意地張りで、しばしばせっかちで短気、等々）を備えた町人が江戸っ子と呼ばれた。→#生活と文化

### 江戸の行政・司法（および警察）
江戸の「町方支配場」の行政・司法は江戸町奉行（南町奉行および北町奉行）が管理した。町奉行が管理したのは あくまで町方のみであり、神社や寺院の私有地である「寺社門前地」や江戸城・大名屋敷等の「武家地」は町奉行の管理（支配）は及ばなかった。
だがその後、1745年（延享2年）に寺社門前地内の町屋を江戸町奉行が管理することが正式に通達され、門前町町屋・寺社領町屋440箇所、寺社境内借家有の分127箇所、合計567箇所が町奉行の支配となった。江戸町方支配場・寺社門前地の町数は享保8年(1723年)に1672町、延享3年(1746年)に1678町、天保19年(1843年)には1719町に増えた。『江戸図説』によると天明年中(1785年頃)の江戸町数1650余町の内、町方分1200余町、寺社門前地分400余町で、他に大名上屋敷265ヶ所、中屋敷・下屋敷466ヶ所、「神社凡そ200余社」「寺院凡1000余所」との記述がある。
町奉行の管理領域だけでなく、「江戸御府内」の範囲も時代によって変化があり、特に寺社門前地をどう取り扱うかについては幕府役人の間でも混乱があったことをうかがわせる書簡が残っている。1818年（文政元年）には江戸御府内を「朱引」、町奉行の支配領域を「墨引」と呼び、江戸御府内であっても町奉行の支配下ではない地域が郊外にできた（これらの地域は武家屋敷と武家所領、寺社門前地と寺社所領などで、御府内であっても一部で代官支配体制が続いており、武家屋敷と共にかなりの農地が存在し、また一部では町屋を形成していたと考えられている）。また1854年安政元年以降は新吉原・品川・三軒地糸割符猿屋町会所までが町奉行の支配下に入った。

### 幕末の江戸と明治初頭の東京
徳川幕府は実に260年ほども続いたが、幕末には内政でも外政でも問題が山積の状態となり混乱を来たした。
1862年（文久2年）に参勤交代が緩和され、江戸の武家人口が激減。政治的中心も京都に移り、15代将軍徳川慶喜は将軍としては江戸に一度も居住しないような状態であった。徳川家と敵対する勢力によって一連の軍事的また政治的クーデターである明治維新が行われ、1868年（明治元年）に発せられた江戸ヲ称シテ東京ト為スノ詔書によって江戸は「東京」と改称され、東京への改称とともに町奉行支配地内を管轄する東京府庁が開庁された。また天皇の東京行幸により江戸城が東京の皇居とされた。
明治維新により徳川将軍家が静岡に転封された際にも人口が減少した。明治2年(1869年)に東京府は新たに朱引を引き直し、朱引の内側を「市街地」、外側を「郷村地」と定めた。この時の朱引の範囲は江戸時代の「墨引」の範囲におおむね相当し、安政年間以降一時的に江戸に組み込まれた品川などは、東京とは別の町として扱われ、町数も1048(『府治類集』)に減った。翌年には、最初は京都にあった明治新政府も東京に移され、再び日本の事実上の首都となった。1871年に廃藩置県が行われ、東京府は新・東京府に置き換わった。

## 歴史

### 平安時代
「江戸」という地名は平安時代後期に、武蔵国豊島郡（平川の東岸）内の小地名として生まれたと考えられている。
平川が、和田倉門付近で日比谷入江へ注ぐ河口付近、概ね平川東岸の神田山（後の駿河台）の裾部から南へ江戸前島（後の江戸郷前島村）までを指す。
地名の由来は、江は川あるいは入江とすると、戸は入口を意味するから「江の入り口」に由来したと考える説が有力である。また「戸」は港町の名称に用いられる例が多いことから、「江の港」とする説もある。あるいは、江戸の近郊にあったとされる今津・亀津・奥津という地名が、現在では今戸・亀戸・奥戸と称されている事から、「江の津」とする説もある。
平安時代中期（930年代頃）に成立した『和名類聚抄』には、「江戸」という地名の記載は無くまだ発生していなかったと考えられる。地名の発生は、その後の平安時代後期と考えられ、鎌倉幕府の歴史書『吾妻鏡』が史料上の初見である。
なお『和名類聚抄』記載の武蔵国豊島郡内の付近の当時の郷名として、「湯島郷」（現在の文京区湯島）・「日頭郷」（同区小日向）があり、江戸はどちらかの郷内に属したと考えられる。ちなみに平川（および日比谷入江）を挟んで西に隣接する荏原郡内には「桜田郷」も記載されている（千代田区霞が関の旧称である桜田に名が残り、太田道灌以降の江戸城が平川河口を見下ろす麹町台地東端に建てられた）。
律令時代の東海道は、この地を通っていた。相模国から武蔵国へ入り、多摩川を渡り橘樹郡から荏原郡へ入り、東京湾の海岸沿いを品川を経て北上し桜田郷に入り、日比谷入江の北端に注ぐ平川の河口部にかかる高橋（現在の大手門橋もしくは平川橋の位置と推測される）を東へ渡り豊島郡（の後の江戸郷）へ入り、神田、鳥越（現・鳥越神社付近）、浅草と進み、隅田川を渡り下総国へ入り、常陸国へ至った。この平川河口には早くから村ができていたようである。

#### 江戸氏
平安時代後期の12世紀に、秩父氏の一族が、武蔵国の秩父地方から出て河越から入間川（現荒川）沿いに進出し、江戸の地に居館を構えた（江戸重継）。
江戸重継はこの地名を名乗りとした（江戸太郎を称した）。その後の江戸氏の勢力伸長に伴い、この地は豊島郡江戸郷として認識されるようになった。
江戸重継の子である江戸重長は1180年に源頼朝が挙兵した時には、当初は平家方として頼朝方の三浦氏と戦ったが、後に帰属し鎌倉幕府の御家人となった。

### 鎌倉時代
弘長元年10月3日（1261年）、江戸氏の一族の一人であった地頭江戸長重が正嘉の飢饉による荒廃で経営ができなくなった江戸郷前島村を北条氏得宗家に寄進してその被官となり、1315年までに得宗家から円覚寺に再寄進されていることが記録として残されている。ここにおいて、『和名類聚抄』の段階では存在しなかった「江戸郷」という地名を見ることが出来る。
また、弘安4年4月15日（1281年）に長重と同族とみられる平重政が作成した譲状には「ゑとのかう（江戸郷）」にある「しハさきのむら」にある在家と田畠の譲渡に関する記述が出てくる。この芝崎村（もしくは柴崎村）は同郷前島村の北側、今の神田付近と推定されている。また同郷には、芝崎村の西側に平川村が存在した（平川の河口部東岸）。平川は後の江戸城三ノ丸の堀の和田倉門付近で日比谷入江へ注いだと考えられている。
この頃の鎌倉から常陸国（さらに北上し奥州）へ向かう街道（鎌倉街道）は、律令時代の東海道と同じ経路だった。
なお、桜田郷は元々荏原郡に属したが、隣接する豊島郡江戸郷と一体として認識されるようになったことが後世の文書記録から裏付けられる。このように認識されるようになった原因は、江戸氏が両郷を勢力下に入れたことが大きいと推測される。

#### 室町時代
鎌倉幕府が滅びると、江戸氏一族は南北朝の騒乱において新田義貞に従って南朝方につくなどしたが、室町時代に次第に衰え、江戸郷・桜田郷を去り、戦国末期には多摩郡喜多見で活動した。
応永27年(1420年)紀州熊野神社の御師が書き留めた「江戸の苗字書立」によれば、さらに多摩川下流の大田区蒲田・六郷・原・鵜の木・丸子や隅田川下流域の金杉・石浜・牛島、江戸郷の国府方、柴崎、古川沿いの飯倉、小石川沿いの小日向、渋谷川沿いの渋谷、善福寺川沿いの中野、阿佐谷にも江戸氏一族が展開した。
応永30年（1423年）には江戸氏一族とみられる江戸大炊助憲重が「武州豊嶋郡桜田郷」の土地売却を巡って訴訟を起こしており、文書記録に残る。

##### 太田道灌

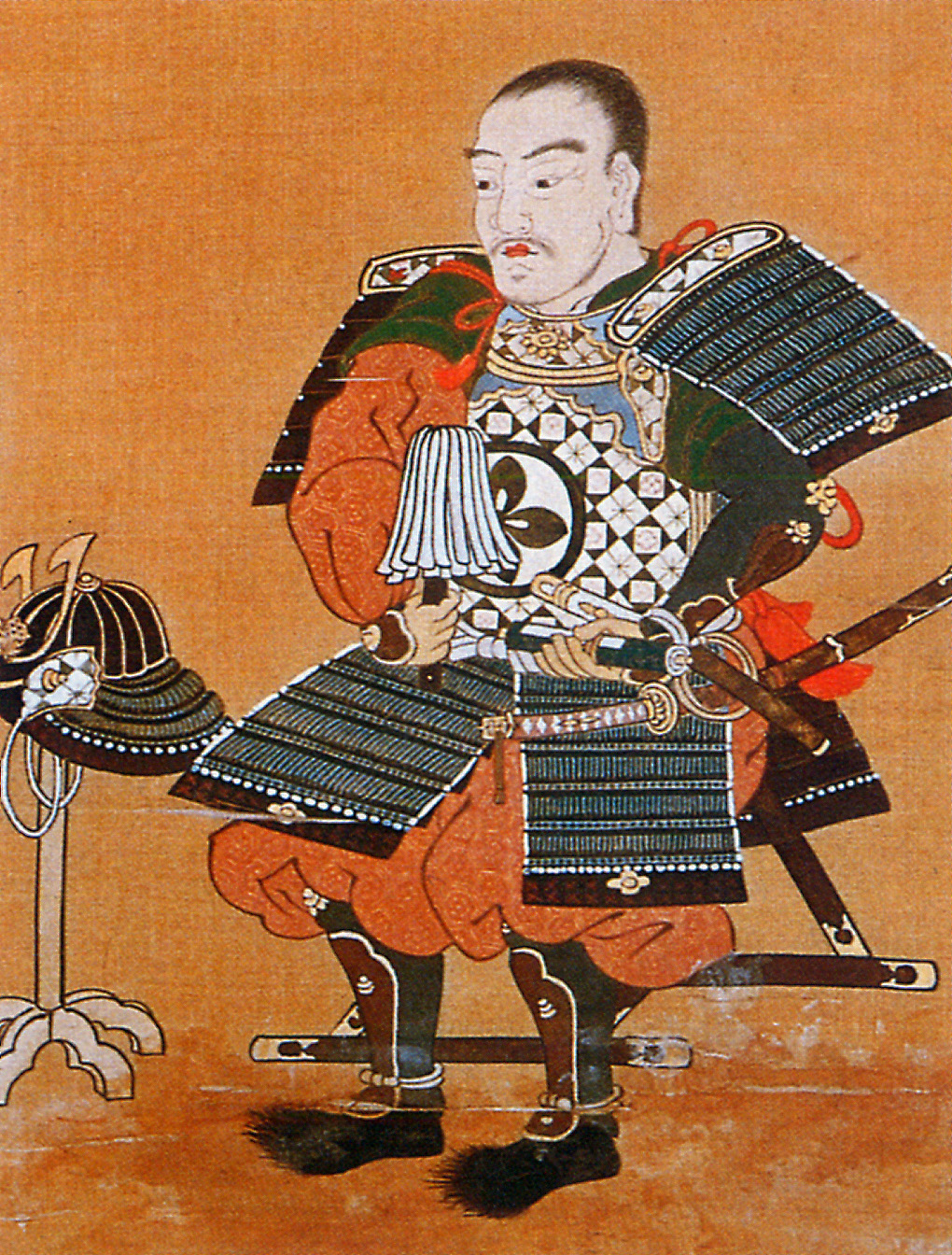
太田道灌

江戸郷・桜田郷から江戸氏が去った跡には、関東管領上杉氏の一族扇谷上杉家の有力な武将であり家老であった太田資長（のちの太田道灌）が入り、桜田郷の麹町台地東端に江戸城を築いた。江戸城は、一説には康正2年（1456年）に建設を始め、翌年完成したという（『鎌倉大草紙』）。太田資長は文明10年（1478年）に剃髪し道灌と号し、文明18年（1486年）に謀殺されるまで江戸城を中心に南関東一円で活躍した。
道灌の時代も平川は日比谷入江へ注いでおり、江戸前島を挟んで西に日比谷入江、東に江戸湊（ただし『東京市史稿』は日比谷入江を江戸湊としている）があり、浅草湊や品川湊と並ぶ中世武蔵国の代表的な湊であった。これらの湊は利根川（現在の古利根川・中川）や荒川などの河口に近く、北関東の内陸部から水運を用いて鎌倉・小田原・西国方面に出る際の中継地点となった。
太田道灌の時代、長く続いた応仁の乱により荒廃した京都を離れ、権勢の良かった道灌を頼りに下向する学者や僧侶も多かったと見られ、平川の村を中心に城下町が形成された。吉祥寺は当時の城下町のはずれにあたる現在の大手町付近にあり、江戸時代初期に移転を命じられるまで同寺の周辺には墓地が広がっていた（現在の「東京駅八重洲北口遺跡」）。平河山を号する法恩寺や浄土寺も縁起からかつては城の北側の平川沿いの城下町にあったとみられている。また、戦国時代には「大橋宿」と呼ばれる宿場町が形成された。更に江戸城と河越城を結ぶ川越街道や小田原方面と結ぶ矢倉沢往還もこの時期に整備されたと考えられ、万里集九・宗祇・宗牧など多くの文化人が東国の旅の途中に江戸を訪れたことが知られている。
道灌の死後、扇谷上杉氏の当主である上杉朝良が長享の乱の結果、隠居を余儀なくされて江戸城に閉居することになった。ところが、その後朝良は実権を取り戻して江戸で政務を行い、後を継いだ朝興も江戸城を河越城と並ぶ扇谷上杉氏・武蔵国支配の拠点と位置付けた。だが、扇谷上杉氏は高輪原の戦いで後北条氏に敗れ、江戸城も後北条氏の支配下に移った。既に相模国・伊豆国を支配していた後北条氏の江戸支配によって東京湾（江戸湾）の西半分を完全に支配下に置き、これに衝撃を受けた東半分の房総半島の諸勢力（小弓公方・里見氏）に後北条氏との対決を決意させたと言われている。後北条氏末期には北条氏政が直接支配して太田氏や千葉氏を統率していた。支城の支配域としては、東京23区の隅田川以西・以南および墨田区・川崎市・多摩地区の各々一部まで含まれている。
- 従来、徳川家康入城当時の江戸はあたかも全域が寒村のようであったとされてきた。だが近年になって、太田道灌およびその後の扇谷上杉氏・後北条氏の記録や古文書から、徳川氏入部以前より江戸は交通の要衝としてある程度発展しており、こうした伝承は徳川家康・江戸幕府の業績を強調するために作られたものとする見方[5]が登場するようになった。また、『吾妻鑑』における源頼朝入城当時の鎌倉に関する描写（治承4年10月12日条）がそのまま家康の江戸入城時の描写に引用されている可能性を指摘する研究者もいる[13]。その一方で、太田道灌時代の記録にも道灌を称える要素が含まれているため、家康以前の記録についてもその全てを史実として受け取ることに懐疑的な意見もある[14]。とはいえ、現在では中世に達成した一定の成果の上に徳川家康以後の江戸の発展があったと考えられており、中世期文書の研究に加えて歴史考古学による調査の進展によって家康以前の江戸の歴史に関する研究が進展することが期待されている[11]。

### 徳川時代

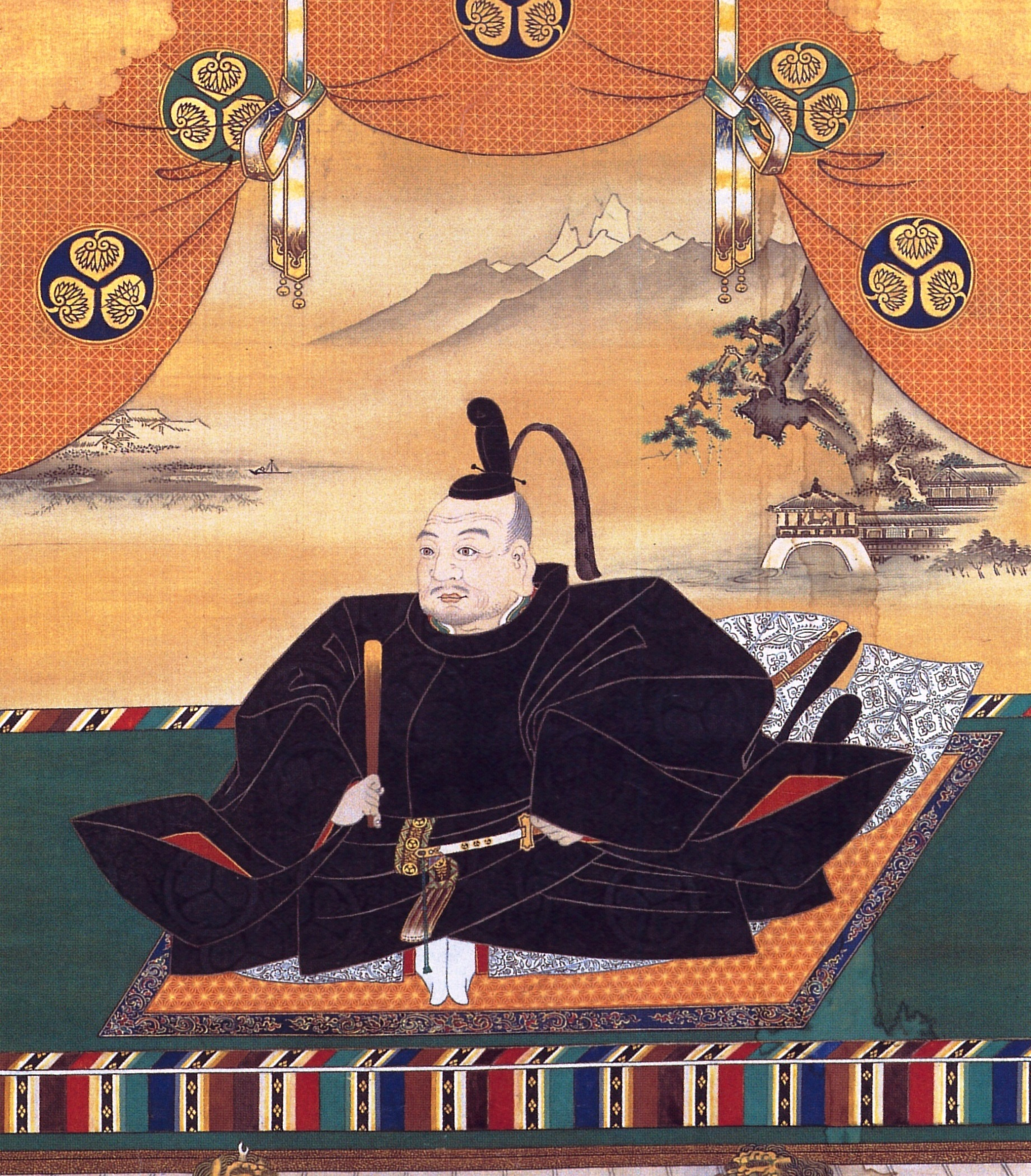
徳川家康

1590年、後北条氏が小田原征伐で豊臣秀吉に滅ぼされると、後北条氏の旧領に封ぜられ、関東・奥羽方面の押さえを期待された徳川家康は、関東地方の中心となるべき居城を江戸に定めた。同年の旧暦8月1日（八朔）、家康は駿府から居を移すが、当時の江戸城は老朽化した粗末な城であったという。家康は江戸城本城の拡張は一定程度に留める代わりに城下町の建設を進め、駿河台の神田山を削り、日比谷入江を埋め立てて町を広げ、家臣と町民の家屋敷を配置した。突貫工事であったために、埋め立て当初は地面が固まっておらず、乾燥して風が吹くと、もの凄い埃が舞い上がるという有様だったと言われる。この時期の江戸城はこれまでの本丸・二ノ丸に、西丸・三ノ丸・吹上・北ノ丸があり、また道三堀の開削や平川の江戸前島中央部への移設、それに伴う埋め立てにより、現在の西丸下の半分以上が埋め立られている（この時期の本城といえるのはこの内、本丸・二ノ丸と家康の隠居所として造られた西丸である）。
家康が1600年の関ヶ原の戦いに勝利して天下人となり、1603年に征夷大将軍に任ぜられると、幕府の所在地として江戸の政治的重要性は急速に高まり、徳川家に服する諸大名の屋敷が設けられた。江戸に居住する大名の家臣・家族や、徳川氏の旗本・御家人などの武士が数多く居住するようになるとともに、町人を呼び寄せて、町が急速に拡大した。江戸城とその堀は幕府から諸大名に課せられた手伝普請によって整備され、江戸城は巨大な堅城に生まれ変わり、城と武家屋敷を取り巻く広大な惣構が構築された。（都市開発の歴史については後の都市の章で述べる。）
1657年の明暦の大火の後、再建事業によって市域は隅田川を超え、東へと拡大した。その人口は絶えず拡大を続け、18世紀初頭には人口が百万人を超え、大江戸八百八町といわれる世界有数（一説によると当時世界一）の大都市へと発展を遂げた。人口の増大は、江戸を東日本における大消費地とし、日本各地の農村と結ばれた大市場、経済的先進地方である上方（近畿地方）と関東地方を結ぶ中継市場として、経済的な重要性も増した。当時の江戸は、『東都歳時記』、『富嶽三十六景』にみる葛飾北斎の両国（現在の墨田区）からの作品などからも見られるように、漢風に「東都」とも呼ばれる大都市となっていた。18世紀末から19世紀初めには、上方にかわる文化的な中心地ともなり、経済活動や参勤交代を通じた江戸を中心とする人の往来は江戸から地方へ、地方から江戸へ盛んな文化の伝播をもたらした。一方で、膨大な人口が農村から江戸に流入して、様々な都市問題を引き起こすことにもなった。
1858年（安政5年）から1860年（万延元年）にかけて、市中でコレラの大流行が発生。死者数は把握できないほど多く、1858年（安政5年）の死者数は、月で万人単位の死者を出した。『今日鈔』では病死10万人、『日本災異志』では同年7月17日から55日間の死者数を、諸寺院の扱った死者数から16万人と推計している。

## 範囲

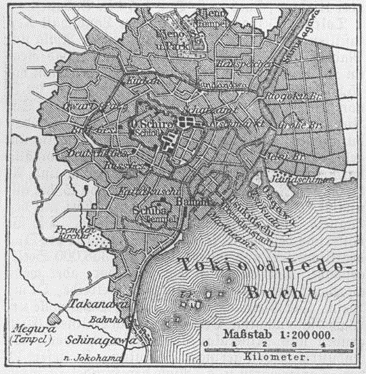
江戸の墨引（≒明治期の朱引）の範囲を引き継いだ明治期の東京市街（1888年）。江戸城の東、現在の丸の内・東京駅付近を中心とする半径4kmほどの円状を為す。

江戸の地名で呼ばれる地域は、江戸御府内ともいったが、その範囲は時期により、幕府部局により異なっていた。一般に江戸御府内は町奉行の支配範囲と理解された。その支配地は拡大していった。寛文2年(1662)に街道筋の代官支配の町や300町が編入され、正徳3年(1713)には町屋が成立した場所259町が編入された。さらに、延享2年(1745)には寺社門前地440カ所、境内227町が町奉行支配に移管された。この町奉行の支配範囲とは別に御府内の範囲とされた御構場の範囲、寺社奉行が勧化を許す範囲、塗り高札場の掲示範囲、旗本・御家人が御府外に出るときの範囲などが決められた。これらの御府内の異同を是正するため、文政元年(1818)に絵図面に朱線を引き、御府内の範囲を確定した。これにより御府内の朱引内（しゅびきうち）とも称するようになった。 この範囲外は朱引外（しゅびきそと）と称した。
元々は平安時代に存在した荏原郡桜田郷（江戸城の西南）の一部であったが、やがて豊島郡江戸郷と呼ばれるようになっていた。
江戸時代初期における江戸の範囲は、現在の東京都千代田区とその周辺であり、江戸城の外堀はこれを取り囲むよう建造された。明暦の大火以後、その市街地は拡大。通称「八百八町」と呼ばれるようになる。1818年、朱引の制定によって、江戸の市域は初めて正式に定められることになった。今日「大江戸」としてイメージされるのは、一般にこの範囲である。
| 年号         | 西暦         | 総面積    | 武家地            | 町人地           | 寺社地            | その他          |
| ------------ | ------------ | --------- | ----------------- | ---------------- | ----------------- | --------------- |
| 正保年中     | 1647年頃     | 43.95 km2 | 34.06 km2 (77.4%) | 4.29 km2 (9.8%)  | 4.50 km2 (10.3%)  | 1.10 km2 (2.5%) |
| 寛文10～13年 | 1670～1673年 | 63.42 km2 | 43.66 km2 (68.9%) | 6.75 km2 (10.6%) | 7.90 km2 (12.4%)  | 5.1 km2 (8.1%)  |
| 享保10年     | 1725年       | 69.93 km2 | 46.47 km2 (66.4%) | 8.72 km2 (12.5%) | 10.74 km2 (15.4%) | 4.00 km2 (5.7%) |
| 慶応元年     | 1865年       | 79.8 km2  | 50.7 km2 (63,5%)  | 14.2 km2 (17.8%) | 10.1 km2 (12.7%)  | 4.8 km2 (6.0%)  |
| 明治2年      | 1869年       | 56.36 km2 | 38.65 km2 (68.6%) | 8.92 km2 (15.8%) | 8.80 km2 (15.6%)  |                 |

以下に江戸に含まれる主な歴史的地名をあげる。
- 神田、日本橋、京橋、本郷、下谷、上野、浅草、本所、深川、両国、向島

実際には、既に触れたように江戸の地は平安時代末期から関東南部の要衝であった。確かに徳川氏の記録が伝えるように、後北条氏時代の江戸城は最重要な支城とまではみなされず城は15世紀の粗末な造りのまま残されていたが、関八州の首府となりうる基礎はすでに存在していた。
しかし、江戸が都市として発展するためには、日比谷入江の東、隅田川河口の西にあたる江戸前島と呼ばれる砂州を除けば、城下町をつくるために十分な平地が存在しないことが大きな障害となる。そこで徳川氏は、まず江戸城の和田倉門から隅田川まで道三堀を穿ち、そこから出た土で日比谷入江の埋め立てを開始した。道三堀は墨田川河口から江戸城の傍まで、城の建造に必要な木材や石材を搬入するために活用され、道三堀の左右に舟町が形成された。また、元からあった平地である今の常盤橋門外から日本橋の北に新たに町人地が設定された（この時と時期を同じくして平川の日比谷入江から江戸前島を貫通する流路変更が行われたと思われる）。これが江戸本町、今の日本銀行本店や三越本店がある一帯である。さらに元からあった周辺集落である南の芝、北の浅草や西の赤坂、牛込、麹町にも町屋が発展した。この頃の江戸の姿を伝える地図としては『別本慶長江戸図』が知られている。

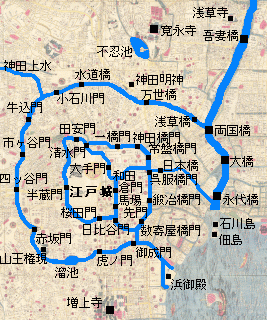
江戸中心部の主要な門と橋、寺社。青部分は江戸を敵から守る堀と神田川、隅田川。

江戸は「の」の字形に設計されたことが一般の城下町と比べて特異であるといわれる。 つまり、江戸城の本城は大手門から和田倉門、馬場先門、桜田門の内側にある本丸、二の丸、西の丸などの内郭に将軍、次期将軍となる将軍の世子、先代の将軍である大御所が住む御殿が造られ、その西にあたる半蔵門内の吹上に将軍の親族である御三家の屋敷が置かれた。内城の堀の外は東の大手門下から和田倉門外に譜代大名の屋敷、南の桜田門の外に外様大名の屋敷と定められ、西の半蔵門外から一ツ橋門、神田橋門外に至る台地に旗本・御家人が住まわされ、さらに武家屋敷地や大名屋敷地の東、常盤橋・呉服橋・鍛冶橋・数寄屋橋から隅田川、江戸湾に至るまでの日比谷埋立地方面に町人地が広げられた。これを地図で見るとちょうど大手門から数寄屋橋に至るまでの「の」の字の堀の内外に渦巻き上に将軍・親藩・譜代・外様大名・旗本御家人・町人が配置されている形になる。巻き貝が殻を大きくするように、渦巻き型に柔軟に拡大できる構造を取ったことが、江戸の拡大を手助けした。
家康の死後、2代将軍徳川秀忠は、江戸の北東の守りを確保するため、小石川門の西から南に流れていた平川をまっすぐ東に通す改修を行った。今の水道橋から万世橋（秋葉原）の間は本郷から駿河台まで伸びる神田台地があったためこれを掘り割って人工の谷を造って通し、そこから西は元から神田台地から隅田川に流れていた中川の流路を転用し、浅草橋を通って隅田川に流れるようにした。これが江戸城の北の外堀である神田川である。この工事によって平川下流であった一ツ橋、神田橋、日本橋を経て隅田川に至る川筋は神田川（平川）から切り離され、江戸城の堀となった。この堀が再び神田川に接続され、神田川支流の日本橋川となるのは明治時代のことである。
更に3代将軍徳川家光はこれまで手薄で残されてきた城の西部外郭を固めることにし、溜池や神田川に注ぎ込む小川の谷筋を利用して溜池から赤坂、四ッ谷、市ヶ谷を経て牛込に至り、神田川に接する外堀を造らせた。全国の外様大名を大動員して行われた外堀工事は1636年に竣工し、ここに御成門から浅草橋門に至る江戸城の「の」の字の外側の部分が完成した。
城下町において武家地、町人地とならぶ要素は寺社地であるが、江戸では寺社の配置に風水の思想が重視されたという。そもそも江戸城が徳川氏の城に選ばれた理由の一因には、江戸の地が当初は北の玄武は麹町台地、東の青龍は平川、南の朱雀は日比谷入江、西の白虎は東海道、江戸の拡大後は、玄武に本郷台地、青龍に大川（隅田川）、朱雀に江戸湾、白虎に甲州街道と四神相応に則っている点とされる。関東の独立を掲げた武将で、代表的な怨霊でもある平将門を祭る神田明神は、大手門前（現在の首塚周辺）から、江戸城の鬼門にあたる駿河台へと移され、江戸惣鎮守として奉られた。また、江戸城の建設に伴って城内にあった山王権現（現在の日枝神社）は裏鬼門である赤坂へと移される。更に、家康の帰依していた天台宗の僧天海が江戸城の鬼門にあたる上野忍岡を拝領、京都の鬼門封じである比叡山に倣って堂塔を建設し、1625年に寛永寺を開山した。寛永寺の山号は東叡山、すなわち東の比叡山を意味しており、寺号は延暦寺と同じように建立時の年号から取られている。
江戸は海辺を埋め立てて作られた町のため、井戸を掘っても真水を十分に得ることができず、水の確保が問題となる。そこで、赤坂に元からあった溜池が活用されると共に、井の頭池を水源とする神田上水が造られた。やがて江戸の人口が増えて来るとこれだけでは供給し切れなくなり、水不足が深刻になって来た。このために造られた水道が1653年完成の玉川上水である。水道は江戸っ子の自慢の物の一つで、「水道の水を産湯に使い」などと言う言葉がよく使われる。
1640年には江戸城の工事が最終的に完成し、江戸の都市建設はひとつの終着点に達した。しかし、1657年に明暦の大火が起こると江戸の町は大部分が焼亡し、江戸城天守も炎上してしまった。幕府はこれ以降、火事をできるだけ妨げられるよう都市計画を変更することになった。これまで吹上にあった御三家の屋敷が半蔵門外の紀尾井町に移されるなど大名屋敷の配置換えが行われ、類焼を防ぐための火除地として十分な広さの空き地や庭園が設けられた。
大名屋敷が再建され、参勤交代のために多くの武士が滞在するようになると、彼らの生活を支えるため江戸の町は急速に復興するが、もはや外堀内の江戸の町は狭すぎる状態だった。こうして江戸の町の拡大が始まり、隅田川の対岸、深川・永代島まで都市化が進んでいった。南・西・北にも都市化の波は及び、外延部の上野、浅草が盛り場として発展、さらに外側には新吉原遊郭が置かれていた。

## 神社仏閣

### 神社
- 神田明神
- 山王権現（日枝神社）
- 根津権現（根津神社）
- 富岡八幡宮
- 築土神社
- 鳥越神社
- 湯島天神

### 寺院

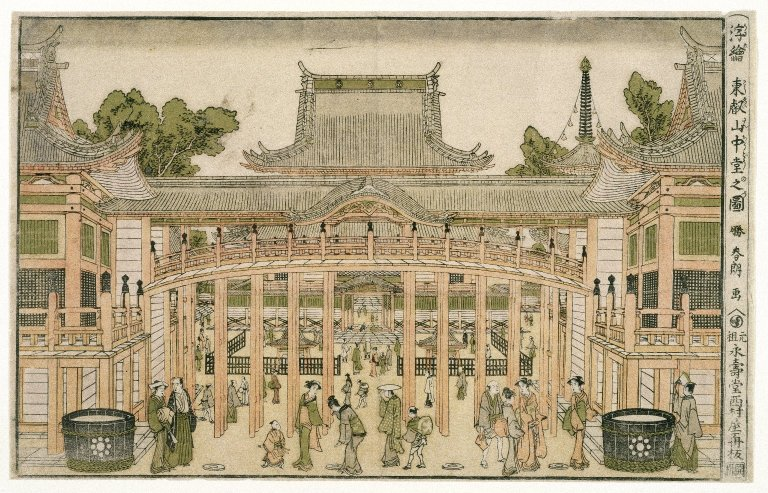
葛飾北斎筆 東叡山中堂之図

- 寛永寺
- 増上寺
- 浅草寺
- 感應寺
- 伝通院
- 護国寺
- 泉岳寺
- 深川不動尊

### 廟
- 湯島聖堂
- 徳川家霊廟

### 江戸近郊
- 目黒不動（瀧泉寺）
- 池上本門寺
- 柴又帝釈天
- 東海寺
- 豪徳寺 - 彦根井伊家の菩提寺
- 深大寺
- 国分寺

## 生活と文化

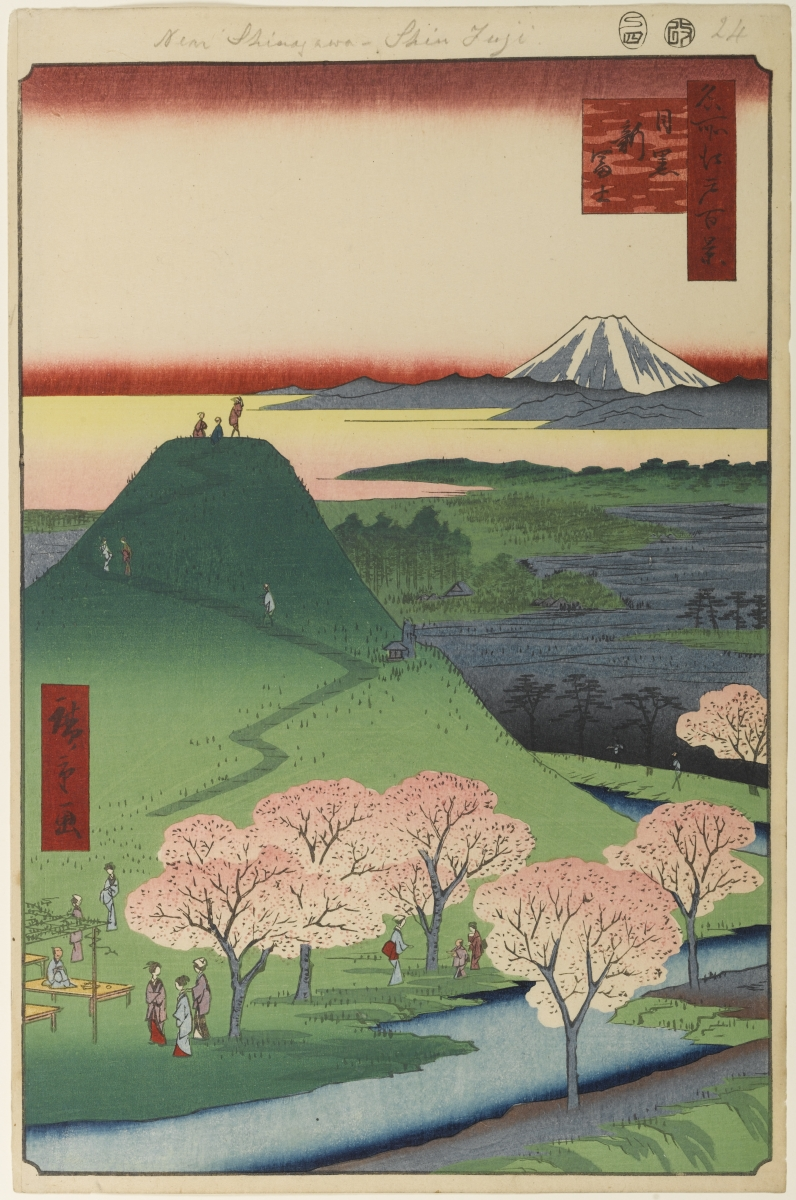
江戸のさまざまな場所から富士山を見ることができ、江戸の住人は富士山を愛した。江戸には富士見坂（＝富士が見える坂）という名がついた坂も多い。浮世絵も多数描かれた。また富士山を信仰する富士講も非常にさかんとなり、江戸には多数の富士構信者がいた。その結果、わざわざ富士山まで行くことができない住民らのために富士塚が多数作られ、近所で日々富士登山ができるようになった。富士塚は現在でも多数残っている。この浮世絵は、目黒に二つあった富士塚のうちのひとつの新富士（現存せず）と富士山を描いたものである（『目黒新富士』名所江戸百景より。歌川広重：江戸後期）。

### 娯楽
歌舞伎

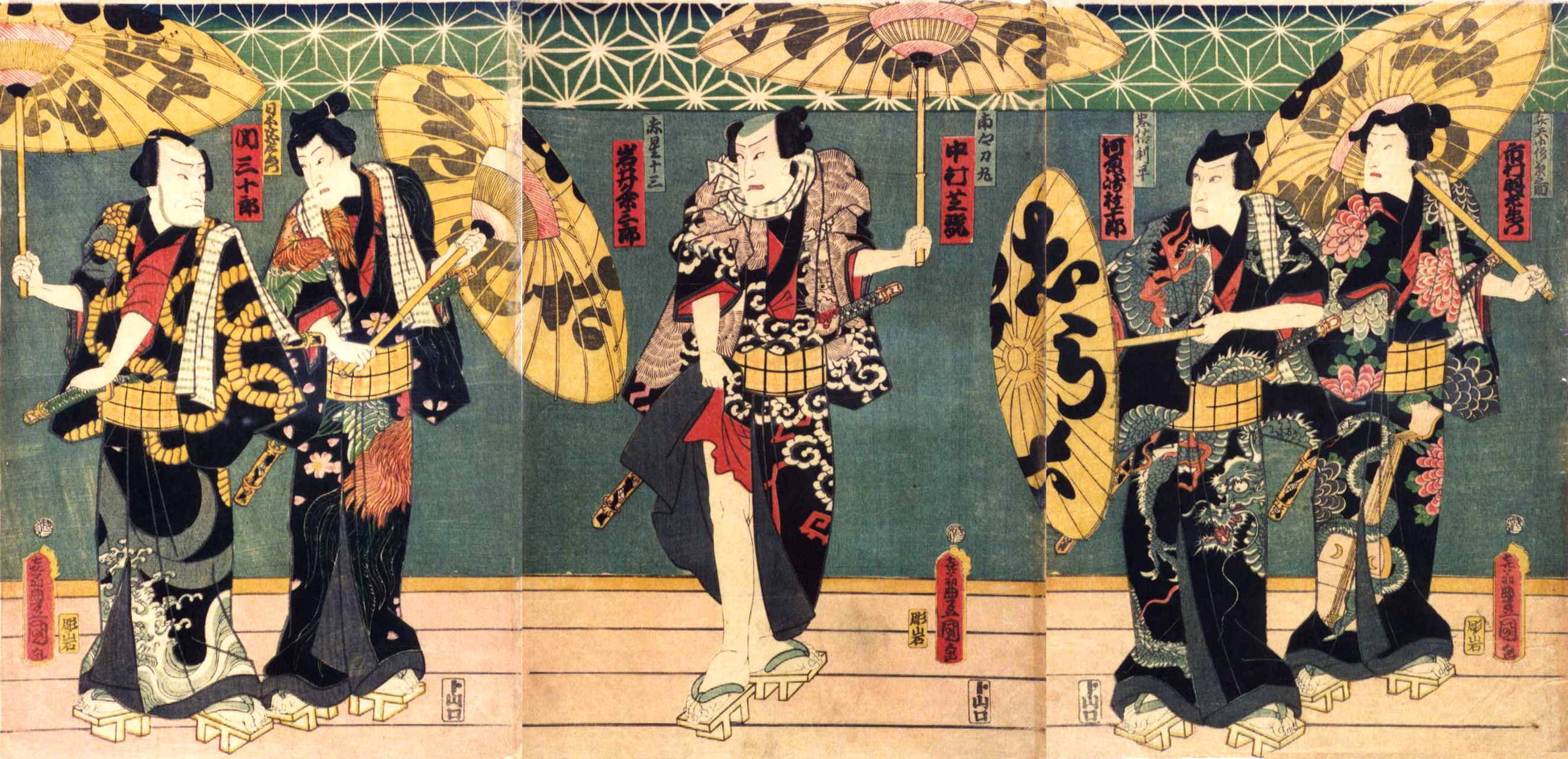
江戸の歌舞伎。市村座での『青砥稿花紅彩画（白浪五人男）』より稲瀬川勢揃いの場（歌川豊国：1862年（文久2年））。江戸時代の町人文化を代表する歌舞伎。本作の時代には作者河竹黙阿弥が活躍し、江戸歌舞伎が隆盛を極めた。

1624年（寛永元年）には中村勘三郎（猿若）が京都から江戸に移り、町奉行所の許可を得て「猿若座」を開き、江戸の芝居小屋が始まった。最初は江戸・中橋（現在の日本橋と京橋の中間あたり）にあったが、やがて堺町（今の人形町）へ移転。元禄時代（1688～1704年頃）には江戸の歌舞伎は隆盛となり、芝居小屋は猿若座（堺町）、市村座（葺屋町＝現 人形町）、森田座（木挽町＝現在の歌舞伎座のあたり）、山村座（木挽町）の4つとなった（「江戸四座」と言う）。
- 歌舞伎 - 市川團十郎 - 十八番、浄瑠璃（人形浄瑠璃、常磐津など）

江戸落語
江戸の落語は17世紀後半（貞享・元禄年間）に鹿野武左衛門によって始められ、18世紀後半には烏亭焉馬の会咄を経て、三笑亭可楽（初代）によって寄席芸能として確立したと言われている。
他
- 講談
- 行楽（参詣、花見、月見、紅葉狩り、雪見など）
  - 江戸近郊 - 飛鳥山、武蔵野、深大寺詣で、小金井桜、富士塚
  - 江戸から関東各地 - 大山詣で、富士講
- 錦絵
- 浮世絵 - 葛飾北斎、歌川広重、東洲斎写楽
- 黄表紙本 - 戯作、洒落本
- 俳諧 - 松尾芭蕉、小林一茶
- 花火 - 玉屋、宗家花火鍵屋
- 風呂

### 服装
- 着物
  - 振袖
  - 浴衣
- 履物
  - 下駄 足駄 草履 雪駄

### 食
- 江戸前寿司（にぎり寿司・海苔巻き）
- 蕎麦
- 天ぷら
- 百珍物（豆腐百珍、卵百珍、大根百珍、甘藷百珍、蒟蒻百珍）
- 初（鰹、茄子、酒、蕎麦）
- 沢庵漬け
- 棒手振・振売・行商人（塩・味噌・納豆汁・豆腐・蜆など）
- どじょう （柳川鍋、どぜう鍋、唐揚げ）
- 鰻（江戸前）
- どらやき、今川焼き
- 佃煮
- 納豆
- 茶漬け
- 新香
- 目刺し
- しじみ汁
- 鹿・猪[23]
- 壷焼塩（上流階級）
- 白米
- 豚カツなど（牛肉料理に替わる豚肉料理）[24][25][26]

### 江戸の識字率
江戸の成人男性の識字率は幕末には70%を超え、同時期のロンドン (20%)、パリ（10%未満）を遥かに凌ぎ、世界的に見れば極めて高い水準であった。ロシア人革命家メーチニコフや、ドイツ人の考古学者シュリーマンらが、驚きを以って識字状況について書いている。また武士だけではなく農民も和歌を嗜んだと言われており、その背景には寺子屋の普及があったと考えられ、高札等でいわゆる『御触書』を公表したり、『瓦版』や『貸本屋』等が大いに繁盛した事実からも、大半の町人は文字を読む事が出来たと考えられている。ただし識字率が高い武士階級の人口も多いため、識字率がかさ上げされているのも間違いなく、当時、全国平均での識字率は20%から50%程度と推定されている。また、明治時代に入ってからの話であるが、徴兵制施行時の調査では、事務処理が出来る実用的なレベルの読み書きが出来るものは20%程度だったという(識字の項参照のこと)。

### 諺・故事成語
- 江戸前
- 火事と喧嘩は江戸の華 >>江戸の火事

（火事のときは周りの家を倒して広がるのを防いだ。木造建築なので火が移りやすいため。）
- 江戸の敵を長崎で討つ
- 江戸っ子は宵越しの銭は持たぬ
- 江戸っ子は5月の鯉の吹き流し
- 江戸っ子の梨を食うよう
- 江戸っ子の初もの食い
- 江戸っ子の産れ損なひ金を貯め
- 京の着だおれ、大坂の喰いだおれ、江戸の呑みだおれ(京の人はファッションにお金を使い、大坂の人はグルメにお金を使い、江戸の人は酒を呑んで酔いつぶれている)[28]

## 東京への改称
慶応4年/明治元年旧暦1月3日（1868年1月27日）に戊辰戦争が起こり、鳥羽・伏見の戦いで幕府軍が敗れると、薩長軍の大軍が江戸に迫り、江戸は戦火に晒される危険に陥った。幕臣勝海舟は早期停戦を唱えて薩長軍を率いる西郷隆盛と交渉、同年旧暦4月11日（5月3日）に最後の将軍徳川慶喜は江戸城の無血開城し降伏、交戦派と官軍の間の上野戦争を例外として、江戸は戦火を免れた（江戸無血開城）。
同年旧暦5月12日（7月1日）に町地を中心に「江戸府」が設置された。同年旧暦7月17日(9月6日)には「江戸」は「東京」と改称され、「江戸府」は「東京府」となった（江戸ヲ称シテ東京ト為スノ詔書）。同年旧暦10月13日（11月26日）に明治天皇が東京行幸した際、「江戸城」は「東京城」と改称された。翌明治2年旧暦2月19日(1869年3月31日)には新たに朱引きの範囲が定められ、旧暦3月16日（4月27日）には町地に五十番組制（五十区制）が敷かれた。旧暦3月28日（5月9日）には、明治天皇が二度目の行幸を行い、「東京城」を「皇城」と称し、かつての将軍の居住する都市・江戸は、天皇の行在する都市・東京となった（東京奠都）。旧暦11月2日(12月4日)には武家地を含めた地域が東京府の管轄となった。明治4年旧暦6月9日（1871年7月26日）には朱引が改定され、大区小区制に基づく六大区制が導入された。
同年旧暦7月14日（8月29日）の廃藩置県以降、段階的に周辺の地域が東京府に併合され、明治4年旧暦12月27日（1872年2月5日）には武家地・町地という名称が廃止された。明治7年（1874年）3月4日には東京十一大区制へ再編され、明治11年（1878年）11月2日には東京十五区制に落ち着く。以降、東京の町並が東京市、東京都へと変遷しつつ東京都市圏に拡大してゆく過程で、かつての江戸のうち隅田川以東の本所・深川を除いた地区は都心となり、その中核としての役割を果たしている。

## 関連作品

### 小説
- 岡本綺堂『半七捕物帳』光文社文庫
- 池波正太郎『鬼平犯科帳』文春文庫
- 宮部みゆき『本所深川ふしぎ草紙』新人物往来社
- 司馬遼太郎『菜の花の沖』全六巻 文春文庫
- 半村良『小説 浅草案内』新潮文庫
- 宇江佐真理『幻の声 髪結い伊三次捕物余話』文春文庫
- 那須正幹 『お江戸の百太郎』岩崎書店
- 畠中恵 『しゃばけ』シリーズ新潮文庫
- 門井慶喜『家康、江戸を建てる』祥伝社

### 随筆
- エドワード・サイデンステッカー『東京 下町 山の手』
- 宮部みゆき『平成お徒歩日記』新潮社
- 山本博文『鳶魚で江戸を読む 江戸学と近世史研究』中公文庫
- 山本博文『江戸を楽しむ 三田村鳶魚の世界』中公文庫

### 映画・テレビドラマ
- 『写楽』 監督：篠田正浩
- 忠臣蔵関連作品
- 鬼平犯科帳シリーズ
- 銭形平次シリーズ
- 半七捕物帳シリーズ
- 水戸黄門シリーズ
- 大江戸捜査網シリーズ
- 長七郎江戸日記シリーズ
- 暴れん坊将軍シリーズ
- 『赤ひげ』、監督：黒澤明

その他多数あり。

## 著名な出身者
- 沼間守一 - 政治家、ジャーナリスト。牛込
- 大田南畝 - 戯作者。牛込
- 夏目漱石 - 作家。早稲田
- 津田梅子 - 教育者。南御徒町
- 青木昆陽 - 儒学者、蘭学者。日本橋
- 中沢彦吉 - 政治家、実業家。京橋
- 星亨 - 政治家。築地小田原町
- 榎本武揚 - 幕臣・政治家、蝦夷島政府総裁、第7代外務大臣ほか大臣を歴任。下谷御徒町
- 成島柳北 - ジャーナリスト、戯作者。浅草御厩河岸
- 幸田露伴 - 小説家。下谷三枚橋横町
- 高村光雲 - 彫刻家。下谷
- 河合浩蔵 - 建築家。本所
- 佐々木東洋 - 洋方医、内科医。本所

## 小江戸
川・堀の水路網と蔵は江戸を象徴する町並の特徴であり、蔵造りの町並が残された栃木市、埼玉県川越市、千葉県香取市の旧佐原市の市街地などの関東地方の河港都市は、江戸に似た構造という点や江戸と交流が深かったという点から「小江戸」と呼ばれている。
なお上記とは別用法として、初期の江戸城下町を、後年の広域化した江戸城下町を意味する「大江戸」に対して「小江戸」と称する用法もある。

## 関連書籍
- 谷畑美帆 『江戸八百八町に骨が舞う 人骨から解く病気と社会』 吉川弘文館 (2006年)ISBN 4642056130
- 鈴木理生 『江戸の橋』 三省堂 ISBN 4-385-36261-0
- 矢田挿雲 『江戸から東京へ』 全9巻、中公文庫、新版1999年
- 『江戸名所図会』 全8巻、ちくま学芸文庫 1997年、2009年復刊
- 川田寿 『江戸名所図会を読む』 正続 東京堂出版 1990. 95年
- 法政大学建築学科『東京のまちを読む―都市・建築の構成原理に関する史的考察』 東京のまち研究会 1980年
- スーパームックCG日本史シリーズ / CG再現 3江戸の暮らし(07/9) 5江戸の風景(08/1) 7江戸の遊び(08/4) 9大奥と江戸の女たち(08/9/25) 17大江戸事件帳(09/4)  双葉社